# Грузинско вино
Грузинското вино и традициите, свързани с него, са част от националната култура на Грузия.
В литературните произведения виното и лозата често фигурират като метафори, в изобразителното изкуство и архитектура гроздето е популярен декоративен елемент. Предполага се, че дори уникалната грузинска азбука имитира формата на лозата с къдравите ѝ отклонения. Виното винаги присъства на всички тържества, празници и ритуали. Винопроизводството е в основата на грузинската икономика от векове. Тук се отглеждат над 400 местни сортове грозде. Районите на Грузия, известни със своето винопроизводство, са Кахетия, Картли, Имеретия, Рача-Лечхуми и Долна Сванетия, Аджария и Абхазия.
Винарството в Грузия съществува от епохата на неолита и наброява не по-малко от 8 хиляди години. През 2013 г. ЮНЕСКО включва древната традиция на производството на вино в глинени делви (квеври) в списъка на нематериалното културно наследство на човечеството. През 2017 г. група учени представят в Бордо (Франция) резултати от своите изследвания, които доказват, че Грузия е люлката на виното. 
През дългата история на грузинската нация лозата придобива знаково значение в Грузия – тя е символ на възраждане, богатство и изобилие.

## История
От векове лозарството е едно от основните направления на грузинското земеделие. Смята се, че тук за първи път се появяват културните форми на лозата, които по-късно се пренасят през Мала Азия в Европа и оттам се разпространяват в Америка и Австралия. За древните корени на винарството в Грузия говорят множеството археологически находки, намирани при разкопките на съществувалите преди 6000 – 8000 години селища. През дългата история на Грузия лозата е тясно свързана с духовната култура на народа. Тя е в ролята на сакрален символ през 4. век, когато просветителката на Грузия, светата Нино, покръства владетеля на страната с кръст от лозови клони, завързани с косите ѝ – оттогава православното християнство е официална държавна религия, при нейните църковни ритуали виното е естествен елемент.
Територията на днешната Грузия претърпява множество нападения и военни действия. През 7. век в Закавказието нахлуват арабите. През 12. век нападат монголците и Грузия става част на Монголската империя. През 16. век страната става обект на противоборство между Персия и Турция. Въпреки че всички завоеватели унищожават лозята и винарните, грузинците успяват да ги възстановяват и развиват. Технологиите на винопроизводството се усъвършенстват, разработват се местни видове вина – кахетински, имеретински и картлийски. Появяват се каменни и дървени преси, глинени делви с голяма вместимост (квеври). Според френския пътешественик Жан Шарден, посетил Грузия през 18. век, няма друга страна, която да произвежда вино в такива количества и качество, както Грузия. През този период лозята заемат огромни площи в околностите на Тбилиси и по бреговете на река Кура.
Голям разцвет грузинското винарството има през 19. век, когато започват да се внедряват европейските технологии. Грузинските княжески фамилии активно развиват в своите имения производството на високачествени вина. Грузинското вино става по-близко за европейския потребител към края на 30-те години на 19. век, когато в Кахетия княз Александър Чавчавадзе започва неговото производство не във вкопаните в земята квеври, каквато е традиционната грузинска технология, а по европейския начин – в бъчви. Принос за развитието на грузинското винарство има и руският цар, който притежава в Грузия голямо стопанство с прочути винени сортове грозде. Той кани известни руски и френски винари и изпраща грузинци в чужбина за нови знания. През 1876 г. княз Иване Багратион-Мухрански започва производството на пенливи вина по класическия френски метод. Неговата продукция получава световна известност – тя печели първите награди на международните изложби в Санкт Петербург през 1882 г. и в Париж през 1889 г.
През 1877 г. на територията на Грузия се организира първото специализирано училище, което подготвя специалисти по отглеждане на грозде и производство на вино. През 70-те години на 19. век в Грузия се произвеждат 7,6 млн. декалитри вино, към 1913 г. неговото количество достига 9,2 млн. декалитри. През 80-те години на 19. век князете Димитри и Луарсаб Кипиани започват производството на полусладко червено вино. „Кипиановското вино“, както го наричат по това време, се представя през 1907 г. на международен фестивал на виното в белгийския град Остенде и получава Гран-при. Днес тази награда се пази в Националния музей на Грузия. (През 1932 г. Сталин преименува виното на „Хванчкара“ – на името на селцето, където се гледат сортовете „Александроули“ и „Муджуретули“, от които се прави виното.) Към началото на съветския период Грузия произвежда над 60 вида вина.
През съветския период, за няколко десетилетия престават да се засаждат десетки сортове грозде. За масовата продукция се използват само 16 сорта винено грозде, залага се на количество произведено вино, не на качество. Голям удар по грузинското винарство се нанася по време на радикалните политически промени (перестройка) в СССР. След разпада на СССР започва нова епоха на грузинското вино. През периода 1993 – 1997 г. в страната се основават първите модерни винарски изби и големи компании, които са допълнително подпомогнати с няколко години отлична реколта. Развитието продължава, като се появяват многобройни малки винопроизводители, някои от които прилагат съвременни биологични методи. Процесът на развитието не се повлиява от наложеното през 2006 г. от страна на Русия ембарго върху вноса на грузинското вино. Загубата на най-големия пазар на грузинските вина води до рязко намаляване на износа – от $41 млн. в 2006 г. до $29 млн. в 2007 г. От друга страна ембаргото води до повишаване качеството на вино поради силната конкуренция на новите пазари. Стимулира се възраждането на традиционните грузински технологии, разширява се секторът на екологичните вина, започва диверсификация на експортните пазари – през 2007 г. грузинските вина се изнасят в 22 страни, през 2008 броя им нараства на 33.
По данните на Министерството на селското стопанство на Грузия, през 2011 г. в страната са регистрирани 218 винарски предприятия, реално работят 70% от тях, 35 компании експортират своята продукция. Годишно се произвежда около 1 млн. хектолитра вино, 90% от него се изнася. През 2013 г. Русия сваля ембаргото и руският пазар отново става лидер сред вносителите на грузинското вино.

## Културни традиции
Годишната консумация на алкохола в Грузия е около 7,7 литра на човек (при мъжете – 12,6 литра, жените – 3,6 литра), дялът на виното е около 50%. Страната заема 67 място в рейтинга на пиещите народи, но за грузинците виното не е просто питие. То е участник в социалното общуване, елемент е на традиционната култура и в това си качество винаги присъства при грузинското празнуване. Грузинското вино е национално достояние, то привлича туристите и сомелиерите от цял свят.
Виното се асоциира с грузинското гостоприемство и е ключовият елемент на супра – традиционния ритуал на гощаване, съществуващ от столетия. Основните поводи за него са рождени дни, сватби, погребения, религиозни празници и други социални мероприятия. Главните изисквания за провеждане на супра са: да присъстват поне двама души, налице да е определено количество вино и да има желание да се пие, докато то свърши. Пиянството обаче не се толерира и се смята за срамно.
На трапезите с участие на гости винаги има тамада и мерикипе. Ролята на тамада обикновено играе патриархът на семейството, но ако той се отказва, тамада се избира чрез гласуване. Работата на тамада е да вдига тостове и да задава тяхната последователност, следвайки местната традиция. По време на тоста е забранено да се пие, въпреки че тостовете на тамада могат да траят и половин час.
Мерикипе също има отговорна задача. Той разлива виното, но не просто напълва чашите, а и следи за състоянието на гостите. На тези, които са вече леко „на градус“ налива по-малко, а на тези, които са почти трезви – повече: нивото на опиянение на присъстващите трябва да е еднакво.
Традицията на супра не позволява просто да се пийва виното – задължително е да има тост. Виното се пие до дъно само при някои тостове, при други може да се отпива по една-две глътки. На един дъх се пие бяло вино. Червено вино грузинците пият по-малко, тъй като при големите количества, които се изпиват по време на супра, то може да доведе до повишаване на кръвното налягане.
Първият тост винаги се произнася от тамада, след него същият тост, но с други думи се вдига от мерикипе. Същата мисъл продължава да се развива с тостовете на присъстващите мъже. Те са задължени да вдигат тостовете, жените могат да го правят по желание. Темите за тостовете могат да бъдат най-различни – любов, родители, деца, приятели, природа, Бог. С един тост не се пие за няколко неща – всеки тост заявява само един повод за пиене. Между тостовете обикновено се води беседа и се пее – всички гости участват в прочутото грузинско полифоничното пеене.
За грузинците виното е дар от Бога и с помощта на тоста те пълнят чашите си с радост и благодарност.

### Съдове за пиене на вино
Украсяването на трапезата в Грузия е част от етикета и естетиката на гощавката и за целта се използват най-разнообразни съдове. Различават се два вида съдове, използвани за винопиенето – общи за сервиране на масата и индивидуални за всеки присъстващ на нея. От общите съдове най-разпространени са каните доки и сура. Каната за вино може да бъде по-обикновена или богато украсена, керамична или метална (сребърна, мелхиорова). За индивидуално ползване са съдовете кханци, чинчила, азарпаша, каркара, пиала, таси, аквани, кула и други.
- Кханци (или джихви) е типичният и най-известният съд за грузинското винопиене. Изработва се от рог на планински козел или бик, инкрустира се с орнаменти от сребро и седеф. Обикновено е с голяма вместимост и пиенето от него има ритуален характер – мъжът доказва своята издръжливост, като изпива всичкото съдържание до дъно, на един дъх. Кханци се смятат за символ на древната грузинска история.
- Азарпаша – кръгло черпаче с дълга тънка дръжка; и двете части могат да са красиво ковани и инкрустирани.
- Чинчила – малка глинена каничка с обем на една чаша.
- Каркара – по-голяма метална кана с необичайна форма на гърлото. То е огънато и се състои от три превити тръбички. Когато през него се налива вино, се чува звук, наподобяващ гукането на гълъбите – каната „пее“. Смята се, че формата на съда е заимствана от тиква, тъй като нейната опашка се извива при изсъхване. Но има и по-красива легенда за цар Ираклий, управлявал във Византия през 7. век. По време на едно пиршество му съобщават за нападение на персийците. Разгневен, той усуква гърлото на каната и се заклева да победи враговете.[18]
- Пиала – широка, ниска купичка.
- Таси – чаша с форма на полусферичен метален съд на краче.
- Кула – дървен, обрамчен в сребро, съд с полусферично тяло и дълго, тясно гърло, насочено под прав ъгъл спрямо тялото.
- Аквани – обемен глинен съд с форма на детска люлка.

## Традиционно винопроизводство
В Грузия освен внедрената европейска технология за производство на вино съществуват и традиционни местни технологии – кахетинската, имеретинската и на Рача-Лечхуми (за естествено-полусладките вина). По европейската технология се произвеждат вината Гурджаани, Напареули, Манави и Цинандали.
Местните технологии се използват в селските райони на Грузия от векове. Гроздето се бере в периода семптември-ноември, при сухо време. По традиция чепките се режат с нож или се късат с ръце, нареждат се в плетени кошове и след това в големи торби се пренасят в специални помещения на винарните, марани. Там гроздето се нарежда в дървени корита, мъжете го мачкат с крака и сокът се стича по специален жлеб във вкопаните в земя големи глинени делви, квеври или чури. Особеностите на местното винарство са свързани както с процеса на ферментацията на гроздовия сок, който протича заедно с изцяло съзрялата механична част на гроздето (със или без дръжките), така и с начина на отлежаване и съхраняване на виното.

### Кахетинска технология
Отличителната особеност на кахетинския начин за производство на вино се състои в това, че при него мъстта ферментира заедно със семената, обвивките и дръжките, след което виното отлежава с джибрите. Като резултат се получава вино с висока екстрактност, специфичен плодов аромат, хармоничен вкус и приятен цвят.
При този метод след напълването на квеврите с гроздовата каша започва бавна ферментация с естествени дрожди. По време на процеса съдържанието на квеврите се разбърква по 3 – 4 пъти на денонощие. Към края на ферментацията съдът се допълва, херметично се затваря и се заравя в земята. Температурата на вкопаното квеври е относително ниска и постоянна – около 14 – 15 °C, виното в него престоява още 3 – 4 месеца. След това виното се филтрира от джибрите и се разлива в съдовете за съхраняване. За марковите вина, които отлежават една година, се използва само гроздовият сок-самоток.
При кахетинската технология много от екстрахираните от джибрите вещества преминават във виното, в резултат на което вкусът му става по-силен, по-наситен и по-тръпчив. В кахетинските вина процентът на полезните за здраве полифеноли е голям. Смята се, че колкото е по-груб вкусът, толкова е по-полезно виното. По кахетинската технологии се произвеждат вината Саперави, Музукани, Самеба, Ркацители, Тибаани, Кахети, Шуамта.
Съвременният вариант на тази технология използва предварителната ферментация на тънък слой ситно смлени обвивки и дръжки. Процесът се провежда в течение на 4 – 5 часа, на въздух, при температура 18 – 22 °C. След това върху тях ферментира мъстта. Така приготвеното вино е по-меко, по-ароматно и зряло.
Основните характеристики на кахетинските вина са:
- добре изразен сортов аромат и букет;
- наситен цвят: при белите сортове – тъмнокехлибарен, при червените – тъмнорубинен;
- високи нива на алколхолно съдържание – 11 -13%;
- висока екстрактност – над 20 г/л;
- умерена киселинност – 4,0 – 5,5 г/л;
- значително съдържание на багрилни вещества и феноли – 2,0 – 3,5 г/л.[19][20][21]

### Имеретинска технология
Имеретинската технология се отличава от кахетинската по това, че от гроздовата каша се премахват дръжките. Ферментацията протича в квеври подобно на кахетинския, но процесът е по-кратък, 1,5 – 2 месеца. Вината, произведени по тази технология, имат равен вкус и са с по-висока киселинност. По имеретинска технология се правят вината Цоликаури, Тбилисури, Цицка, Свири, Дими.
Характеристиките на имеретинските вина са:
- приятно тръпчив вкус;
- цвят – от сламен до кехлибарен;
- алкохолно съдържание – от 10,5 до 13%;
- екстрактност не по-малко от 21 г/л;
- киселинност 6,8 – 8,0 г/л.[19][20][21]

### Рача-Лечхумска технология
Методът, наречен на региона Рача-Лечхуми, се отнася за производство на естествено-полусладките вина. Технологията по същество е имеретинска, но е адаптирана към по-хладния климат на Рача-Лечхуми. Гроздето се бере в периода на неговата висока захарност, зърната се отделят от дръжките, ферментацията протича бавно при температура 4 – 5 °C. Процесът спира поради ниската температура, захарта не се разгражда изцяло и виното остава полусладко. Освен това, поради бавната ферментация, то е наситено с въглероден диоксид и, без да е пенливо, съдържа мехурчета газ. Готовото вино се съхранява на студено, не може да отлежава дълго, пие се охладено. По тази технология се произвеждат вината Хванчкара, Пиросмани, Киндзмараули, Оджалеши.

## Винарски региони
На територията на Грузия са обособени 5 лозарски региона – Кахетия, Картли, Имеретия, Рача-Лечхуми и зоната на Черноморското крайбрежие.
- Кахетия, историческата област на Грузия, е перлата на грузинското винарство. Намира се в югоизточната част на Източна Грузия, на териториите на басейните на реките Алазани и Йори. Най-известният винарски район на Кахетия е Алазанската долина. Тя се намира на 200 – 500 m н.в., простира се от северозапад на югоизток на 110 km и има средна ширина 20 km. Климатът на Кахетия е умерено-влажен с умерено студена зима и горещо лято. Почвите са кафяви, сиво-кафяви и черноземни. От 18-те лозарски микрозони на страната в Кахетия се намират 14. Те произвеждат вина с контролируеми наименования: „Ахашени“, „Вазисубани“, „Гурджаани“, „Карденахи“, „Кварели“, „Котехи“, „Манави“, „Мукузани“, „Напареули“, „Телиани“, „Тибаани“ и „Цинандали“.
- Картли, историческата област на Грузия, намира се в Централна Грузия. Лозята са разположени в басейна на река Кура, в долините на районите Гори и Мухрани, на височина 550 – 750 m н.в. Климатът тук е умерено топъл, летата са сухи и горещи. Средното количество на годишните валежи е 350 – 500 mm, което налага поливането на насажденията. Винарските сортове Чинури и Горули Мцване, отглеждани тук, традиционно се използват за производство на натурални пенливи вина.
- Имеретия, историческата област на Грузия, е от най-старите винарски райони. Разполага се в източната част на Западна Грузия, в басейните на реките Риони и Квирила на 200 – 800 m н.в. Климатът е умерено влажен и валежите са достатъчни за отглеждане на грозде, включително и на късните сортове. Отглеждат се не само местните сортове Цоликоури, Цицка, Крахуна, Горули Мцване, Оцханури Сапере, Саперави, Аладастури, но и френските Шардоне, Алиготе, Пино ноар. Произвеждат се вина от европейски и имеретински вид и винен материал за коняци. В Имеретия се правят 80% от пенливите вина на Грузия.
- Рача-Лечхуми се смята за люлката на редките естествено-полусладки вина. Лозовите насаждения се намират в басейните на реките Риони и Цкенисцкали, на 500 – 800 m н.в. Климатът е умерено влажен. Достатъчните количества топлина и валежи (средногодишните норми са 1000 – 1200 mm) осигуряват много високо съдържание на захар (до 30%). В тази област е разположена лозарската микрозона Хванчкара, където се произвежда едно от най-известните естествено-полусладките вина „Хванчкара“.
- Зона на Черноморското крайбрежие – Самегрело, Гурия, Аджария и Абхазия – е с влажен субтропичен климат. Лозовите насаждения са на надморски височини от 2 – 4 m до 500 m. Със своите винарските традиции е най-известно Самегрело. От неговите вина най-добри характеристики притежава виното „Оджалеши“. В Гурия, поради твърде високата влажност на климата, броят на винарните, произвеждащи качествено вино, е значително по-малък. Тук основно се правят ординарни трапезни вина. Сред тях най-известно е виното „Чхавери“. Аджария е район, където също се произвеждат ординарни вина и гроздовите насаждения са основно от трапезните сортове. В Абхазия от сортовете Авасирхава, Качичи и Чхавери се правят естествено-полусладките вина със сортови названия.

## Винени сортове грозде
В Грузия се култивират над 400 вида автохтонни винени сортове грозде. Това разнообразие се дължи на благоприятното съчетание на климатичните и географски условия и на историческите традиции във винарството. Автохтонните сортове грозде се използват за производство на местни вина, а също на висококачествени вина със защитено наименование на произхода:

### Червени сортове
- Саперави е най-разпространеният в Грузия сорт червено грозде. Отглежда се основно в Кахетия. Извън пределите на Грузия се култивира също в Азербайджан, Армения, Крим, Узбекистан. Висококачествен сорт, като най-добрите му качества се постигат при определено съчетание на климатичните условия и свойства на почвата. В Кахетия гроздето достига пълната зрялост през втората половина на септември, беритбата продължава до средата на октомври. Съдържанието на захар в гроздовия сок е 20,0 – 20,6%, киселинността – 8,5 – 9,5 г/л.
- Тавквери основно е разпространен в района на Картли. Извън пределите на Грузия се култивира също в Азербайджан, Туркменистан, Таджикистан. Използва се за червени и розови вина с плодов аромат. Младите вина от Тавквери са с особено приятен вкус. Сортът узрява през първата половина на октомври (в района Гори). Съдържанието на захар в гроздовия сок е 19,0 – 21,0%, киселинността е 7,5 – 8,5 г/л.
- Александроули е висококачествен винен сорт, отнася се към сортовете на черноморското крайбрежие, основно е разпространен в районите на Рача. Характеризира се с висока способност да натрупва захар – беритбата започва, когато захарното съдържание достига 26 – 28%. Виното, приготвено по специална технология от това грозде, има красив цвят, добро съотношение на алкохол и киселинност и приятни вкусови качества. При по-ниско захарно съдържание (20,0 – 21,0%) от този сорт се правят висококачествени трапезни вина. Сортът узрява в края на октомври (в районите на Западна Грузия).
- Муджуретули основно е разпространен в районите на Рача. Характеризира се с висока способност да натрупва захар. Вино от това грозде има високо качество, притежава хубав цвят, добро съотношение на алкохол и киселинност, хармоничност. Има относително късен период на узряване. В района на Рача-Лечхуми гроздето достига до зрелост около средата на октомври. Захарното съдържание в гроздовия сок е 25,0 – 30,0%, киселинността е 6,0 – 7,0 г/л.
- Усахелоури (или Окурешули) се култивира главно в Лечхуми и се използва за производство на трапезни и естествено-полусладки вина. Вината се отличават с наситен цвят, високо съдържание на алкохол, приятен сортов аромат, плътност и хармоничен вкус. За естествено-полусладките вина се бере грозде към средата на октомври, когато то има захарно съдържание 23,0 – 26,0% и киселинност 6,0 – 8,0 г/л. Сортът е с период на узряване между среден и късен. В района на Рача-Лечхуми той узрява в края на октомври. Захарното съдържание в гроздовия сок е 20,0 – 26,0%, киселинността – 6,5 – 9,0 г/л.
- Чхавери е разпространен предимно в районите на Гурия и Аджария. Използва се за производство на висококачествени трапезни и пенливи вина. Виното от това грозде е с ярко розов цвят, хармоничен вкус, с нормално съдържание на алкохол и аромат на череши, горски плодове и подправки. Естествено-полусладките розе, произведени анаеробно в резервоари, са предназначени за ранна консумация. Сортът е с много късен период на узряване – в районите на Гурия гроздето започва да зрее от средата на ноември. Захарното съдържание в гроздовия сок е 19,5 – 21,0%, киселинността – 8,1 – 9,6 г/л.
- Аладастури е разпространен в районите на Гурия и Имеретия. От него се прави висококачествено вино с красив червен цвят, балансирано съотношение между алкохола и киселинността и сортов аромат. От презрялото грозде се правят висококачествени полусладки вина. Сортът узрява късно, в Западна Грузия – през последните дни на октомври. Захарното съдържание в гроздовия сок е 19,5 – 21,5%, киселинността – 8,5 – 9,4 г/л.
- Оджалеши (други названия – Шонури, Сванури) е един от най-старите висококачествени грузински сортове от групата на Самегрело. Вино от него се характеризира с наситен цвят, сортов аромат, нормален баланс на алкохол и киселинност, кадифен и хармоничен вкус. В Самегрело сортът узрява късно – около средата на ноември.
- Шавкапито (друго название – Лурджпотола) е разпространен в Шида-Картли. Виното е за местно ползване, отличава се с яркорозов или червен цвят, хармоничен вкус с плодови оттенъци. Може да се използва за производство на пенливи вина. Има среден период на узряване – в Шида-Картли през първата половина на октомври. Захарното съдържание в гроздовия сок е 17,0 – 21,0%, киселинността – 6,2 – 7,1 г/л.
- Оцханури Сапере е разпространен главно в районите на Имеретия. Използва се за производство на висококачествено вино или за оцветяване на други червени и бели вина. Виното от Оцханури има наситен червен цвят, нормално съотношение на алкохола и киселинността, с кадифен и хармоничен вкус, притежава плътност и добре изразен сортов аромат. След отлежаване виното придобива наситен аромат и има богато и дълго послевкусие. Захарното съдържание в гроздовия сок е 20,0 – 23,0%, киселинността – 9,0 – 10,0 г/л.
- Асуретули Шави (други названия – Асуретули, Шалтраубен и др.) е винен сорт от Квемо Картли. От него се прави светлочервено вино за местно ползване. Отличава се с относително ниско алкохолно съдържание, добра киселинност и отлични вкусови качества. В района Асурети узрява след средата на септември. Захарното съдържание в гроздовия сок е 17,0 – 18,5%, киселинността – 7,0 – 8,5 г/л.
- Кдзелшави е разпространен главно в районите на Имеретия. Произвежданото от него вино е за местно ползване. Характеризира се с яркорозов цвят. Използва се също за пенливи вина и купажиране. Сортът узрява в районите на Имеретия в края на септември. Захарното съдържание в гроздовия сок е 20,0%, киселинността – 7,0 – 8,0 г/л.
- Капистони Шави е разпространен главно в районите на Рача-Лечхуми. Използва се за местни трапезни вина. Узрява след средата на септември. Захарното съдържание в гроздовия сок е 20,0 – 22,0%, киселинността – 7,0 – 10,0 г/л.
- Мгалоблишвили е един от сортовете на Имеретия. Използва се главно за купажиране с Оцханури Сапере. В районите на Имеретия узрява през първата десетодневка на октомври. Захарното съдържание в гроздовия сок е 21,0 – 23,0%, киселинността – 7,5 – 8,5 г/л.
- Бадаги е сорт розово грозде от Гурия. Виното от него има цвят на дюля, добър вкус и съдържание на алкохол 12,7%. След отлежаване качеството на виното се подобрява. Сортът узрява късно. Захарното съдържание в гроздовия сок е 20,5 – 24,0%, киселинността – 6,5 – 10,0 г/л.
- Мтевандиди (или Акидо) е сорт от Гурия. Виното от него има хубав цвят, нормално съотношение на алкохола и киселинността, добър вкус. Узрява късно. Захарното съдържание в гроздовия сок е 20,0 – 23,5%, киселинността – 8,5 – 10,0 г/л.
- Схилатубани е сорт от Гурия. Виното от това грозде притежава тъмночервен цвят, нормално съдържание на алкохол (10,6 – 11,8%) и киселинност, плътност и хармоничен вкус. Сортът узрява късно. Захарното съдържание в гроздовия сок е 19,0 – 20,0%, киселинността – 8,0 – 9,0 г/л.
- Чумута е сорт от Гурия. Виното от това грозде притежава красив яркочервен цвят, голяма плътност, нормално съдържание на алкохол и киселинност, хармоничност и добър вкус. Сортът узрява късно. Захарното съдържание в гроздовия сок е 18,0 – 20,0%, киселинността – 9,0 – 9,6 г/л.
- Джани (други названия – Марис Курдзени, Джанис Курдзени) е сорт от Гурия. От него се прави висококачествено вино с голяма плътност и нормално съотношение на алкохол (11,5 – 12,1 %) и киселинност. При отлежаване се получава приятен вкус и богат аромат. Сортът узрява късно. Захарното съдържание в гроздовия сок е 20,9 – 23,4%, киселинността – 6,0 – 9,1 г/л.
- Панеши е сорт от Самегрело. От него се прави трапезно вино с добър цвят, нормално съдържание на алкохол и киселинност, добра плътност и хармоничност. Сортът узрява късно – в предпланинските райони на Самегрело през третата десетодневка на октомври. Захарното съдържание в гроздовия сок е 17,0 – 19,5%, киселинността – 9,0 – 10,0 г/л.
- Цхенис Дзудзу Ачарули (или Атмеме) е сорт от Аджария. Използва се за производство на трапезни вина за местно ползване. Узрява късно – в районите на Гурия и Аджария пълната зрялост достига през третата десетодневка на октомври. Захарното съдържание в гроздовия сок е 19,5%, киселинността – 8,5 г/л.
- Цхенис Дзудзу Апхазури (други названия – Ачкикижи, Ачкирки, Аацкика, Ачкики) е сорт от Абхазия. В Гудаутския район узрява към средата на октомври, захарното съдържание в гроздовия сок е 17,5 – 20,9%, киселинността – 7,3 – 10,3 г/л.
- Качичи (други названия – Качичижи, Каджиджи) е сорт от Западна Грузия. Виното се характеризира с интензивен цвят, нормално съотношение на алкохола и киселинността, изразен сортов аромат и добри вкусови качества. В Гудаутския район узрява през третата десетодневка на октомври. Захарното съдържание в гроздовия сок е 19,5 – 22,5%, киселинността – 8,0 – 9,0 г/л.

### Бели сортове
- Ркацители (други названия – Дедали Ркацители, Мамали Ркацители, Ханлуги, Аслунги и др.) е висококачествено грозде от сортовете на Кахетия, което заема най-много площи в Грузия. Разпространен е в районите на Картли и Кахетия. Извън границите на Грузия се култивира също в Украйна, Молдова, Армения, Азербайджан, в страните от Средна Азия и Източна Европа. От него се произвеждат висококачествени европейски и традиционни кахетински вина, а също фортифицирани вина и бренди. Периодът на узряване е от средата на септември в Кахетия до началото на октомври в Картли. Захарното съдържание в гроздовия сок е 20,0 – 24,0%, киселинност – 7,0 – 8,0 г/л.
- Мцване Кахури (други названия – Мцване, Набада Мцване, Мчкнара и др.) е висококачествен винен сорт, разпространен в районите на Кахетия. Произведеното по европейски начин вино има зеленикав сламен цвят, нормално съдържание на алкохол, притежава хармоничност и аромат, богат на плодови оттенъци. Приготвеното по традиционен кахетински метод вино е с тъмносламен цвят, по-голяма плътност, след отлежаване придобива нежен букет със силен аромат на плодове. Сортът достига своята пълна зрялост след средата на октомври.
- Хихви (или Джананура) е висококачествен винен сорт, разпространен в Кахетия. Произведеното по европейски начин вино има светлосламен цвят, наситено е и хармонично, със сортов аромат. Произведеното по кахетински метод вино има тъмносламен цвят, по-плътно е и по-наситено, с високи вкусови качества и аромат на зрели и сухи плодове. Десертното вино от Хихви е с особено високо качество. Периодът на узряването в основните райони на Кахетия е в средата на септември. Захарното съдържание в гроздовия сок е 23,0 – 24,0%, киселинността – 6,5 г/л. От Хихви заедно с Ркацители и Кахури Мцване се прави фортифицирано вино със защитено наименование за произход Карденахи.
- Киси (или Дампала) е от кахетинските сортове. От него се произвеждат висококачествени европейски вина, традиционни кахетински, натурални полусладки, фортифицирани и десертни вина. Произведено по европейски метод виното е със светлосламен цвят, приятен сортов аромат и нежен хармоничен вкус. Произведеното по кахетинския начин е по-тъмно и по-плътно. Сортът е със среден период на узряване. Захарното съдържание в гроздовия сок е 20,0 – 22,0%, киселинността – 7,7 – 8,5 г/л.
- Чинури (други названия – Каспури, Каспури Тетри, Атенури и др.) е сорт от Картли. Произведеното по европейски метод вино има красив светлосламен цвят, добра плътност и наситеност и нормално съдържание на алкохол и киселинност. Използва се като основен купажен материал за производство на висококачествено пенливо вино. В лозарската зона Гори гроздето узрява след средата на октомври. Захарното съдържание в гроздовия сок е 17,0 – 20,5%, киселинността – 9,0 – 10,5 г/л. От Чинури и Горули Мцване се прави бяло пенливо вино със защитено наименование за произход Атенури (Атени).
- Горули Мцване (други названия – Мцване, Джишиани, Тетрпотола и др.) се отглежда главно в районите на Картли. Произведеното по европейски метод вино има нормално съдържание на алкохол, добра плътност и приятен вкус. В Картли този сорт се използва за купажиране при производство на пенливо вино. В районите на Шида-Картли узрява през първата половина на октомври. Захарното съдържание в гроздовия сок е 21,6 – 22,5%, киселинността – 9,1 – 10,0 г/л.
- Цоликоури (други названия – Обчури Цоликоури, Мелкос Цоликоури, Кобахидзис Цоликоури и др.) е сорт от Имеретия. Отглежда се също в Рача-Лечхуми, Гурия, Самегрело, Абхазия и Аджария. По заеманите площи Цоликоури е на второ място след Ркацители. Произведеното по европейски и по имеретински начин вино има светлосламен цвят, голяма плътност, нормално съдържание на алкохол и киселинност и високи вкусови качества. Гроздето узрява след средата на октомври. Захарното съдържание в гроздовия сок е 20,0 – 25,0%, киселинността – 7,5 – 9,5 г/л. От него се правят вината със защитено наименование за произход Твиши и Свири (заедно с Цицка).
- Цицка (други названия – Шанти, Мамали Цицка) е сорт от Имеретия. Виното от него е със светлосламен цвят със зеленикав оттенък, характеризира се с плътност и хармоничен вкус. След отлежаване придобива много нежен букет от аромати. Гроздето е от специалните грузински сортове, които се използват за производството на висококачествени пенливи вина. Пълната зрялост достига в районите на Имеретия през втората половина на октомври. Захарното съдържание в гроздовия сок е 18,0 – 25,0%, киселинността – 6,9 – 10,5 г/л.
- Крахуна е имеретински сорт. Произведеното по европейски начин вино е със сламеножълт цвят, плътно е и с приятен вкус. Произведеното по имеретински начин вино е с красив оттенък, нормално съдържание на алкохол, плътност и добър вкус. След отлежаване качеството на вино значително се подобрява. То придобива златистожълт цвят и силен сортов букет. От късно събраното грозде се правят висококачествени фортифицирани и десертни вина. В лозарската озона Зестафони гроздето узрява в края на септември – началото на октомври. Захарното съдържание в гроздовия сок е 21,0 – 23,0%, киселинността – 7,5 – 8,5 г/л.
- Цулукидзис Тетра (или Рачули Тетра) е разпространен в Рача-Лечхуми и се използва за производство на трапезни и естествени полусладки вина. Виното е със светложълт цвят и приятен нежен вкус с аромат на липов мед. Гроздето узрява в средата на септември. Захарното съдържание в гроздовия сок е 20,0 – 22,0%, киселинността – 7,0 г/л.
- Кахури Мцвивани (други названия – Мамали Мцвивани, Дедали Мцвивани и др.) в миналото е един от най-разпространените сортове на Кахетия. След големите поражения, нанесени от филоксера, и намаляването на насажденията, сортът в Кахетия се възстановява поради неговото високо качество. От Кахури Мцвивани се получава висококачествено кахетинско вино.
- Будешури Тетли (други названия – Будешури, Тетли Курдзени и др.) е сорт от Картли. Използва се за производство на трапезни вина за местно използване. Виното, само от Будешури, е с ниска плътност и не е трайно, затова се използва заедно с Горули Мцване и Чинури за производство на качествени трапезни и пенливи вина. В основните райони на разпространение сортът узрява през третата десетодневка на септември. Захарното съдържание в гроздовия сок е 18,5 – 19,2%, киселинността – 6,5 – 7,0 г/л.
- Капистони Тетри е сорт от Имеретия. Произведените по европейски и имеретински начин вина са с хубав цвят, добра плътност, нормално съдържание на алкохол и добри вкусови качества. В зоните Шуа и Земо гроздето узрява в края на септември – началото на октомври. Захарното съдържание в гроздовия сок е 23,0%, киселинността – 8,0 – 10,0 г/л.
- Кундза е сорт от Имеретия. Произведеното от него вино е със сламеножълт цвят, достатъчно плътно и е с добре изразен сортов аромат. Гроздето се използва също като суровина за бренди и за получаване на безалкохолен сок. В Имеретия сортът узрява през първата половина на октомври. Захарното съдържание в гроздовия сок е 20,0 – 22,0%, киселинността – 7,5 – 9,0 г/л.
- Дондглаби (или Мчкнара) е сорт от Имеретия. От него се прави вино със светложълт цвят, с достатъчна екстрактност и хармоничност. Гроздето се използва в купаж с Цицка и Цоликоури за получаване на качествено вино за местно ползване. Използва се също за получаване на безалкохолен сок и като материал за бренди. Сортът в Имеретия узрява в края на септември – началото на октомври. Захарното съдържание в гроздовия сок е 20,0 – 22,0%, киселинността – 7,6 – 9,3 г/л.
- Сакмевела (или Сакмелаи) заема специално място сред сортовете на Гурия. Използва се за бяло трапезно вино от местно значение. Узрява късно, захарното съдържание в гроздовия сок е 19,5%, киселинността – 8,5 г/л.
- Чвитилури (или Чвитилаури) е сорт от Самегрело, от който се прави вино с нормално съдържание на алкохол и киселинност, голяма плътност, хармоничност и високи вкусови показатели. Узрява късно, захарното съдържание в гроздовия сок е 19,5 – 21,8%, киселинността – 8,1 – 8,9 г/л.
- Авасирхва (други названия – Аджиши, Авасирхваджиши и др.) е разпространен в районите на Абхазия. От него се прави вино със сламеножълт цвят, плътно и с добре развит сортов аромат. В Гудаутския район узрява през първата половина на октомври. Захарното съдържание в гроздовия сок е 20,0 – 22,0%, киселинността – 9,0 – 10,5 г/л.
- Горула (други названия – Суприс Горула, Глданула и др.) е от сортовете на Картли. Притежава високи вкусови качества и продуктивност, може дълго да се съхранява и е транспортируем. Използва се за производство на трапезни вина от местно значение. Узрява късно, захарното съдържание в гроздовия сок е 18,0 – 19,5%, киселинността – 5,5 – 6,0 г/л.
- Камура Тетри (или Камурис Курдзени) е сорт от Гурия, който може дълго да се съхранява и е транспортируем. От него се прави трапезно вино с местно значение. Узрява късно, захарното съдържание в гроздовия сок е 19,0 – 20,0%

## Грузински вина
Грузия произвежда голямо разнообразие от вина благодарение на отглеждането на множество винени сортове грозде – както аборигенни, така и чужди – и използването на европейски и традиционни местни технологии за производство на вино. Регистрирани са 18 вида вино със защитено наименование за произход (Protected Designations of Origin – PDO). Списъкът на тези вина, разделени на червени и бели, е даден долу.

### Червени вина
- Напареули – сухо вино. Произвежда се от сорт Саперави. Характеризира се с тъмночервен цвят, сортов аромат, кадифен вкус с добре развит букет. Лозарската микрозона се намира в горната част на река Алазани, на левия бряг.
- Котехи – сухо вино. Произвежда се от сорт Саперави с пълна ферментация на мъстта. Характеризира се с червен цвят, сортов аромат и приятен кадифен вкус. Лозарската микрозона се намира в Кахетия, в средната част на басейна на река Алазани, на десния бряг.
- Киндзмараули – естествено-полусладко вино. Произвежда се от сорт Саперави. Виното се характеризира с тъмнорубинен цвят, хармоничен вкус с пълна, кадифена, деликатна, приятна сладост, плодови оттенъци и сортов аромат. Лозарската микрозона се намира в Шида-Кахетия, район Кварели.
- Ахашени – естествено-полусладко вино. Произвежда се от сорт Саперави. Характеризира се с тъмнорубинен цвят, хармоничен вкус, кадифена сладост, плодови оттенъци и сортов аромат. Лозарската микрозона се намира в Шида-Кахетия, в средната част на басейна на река Алазани.
- Кварели – сухо вино. Произвежда се от сорт Саперави чрез пълна ферментация. Характеризира се с тъмночервен цвят, сортов аромат, екстрактност, хармоничност и неповторим букет. Лозарската микрозона се намира в Кахетия, район Кварели, на левия бряг на река Алазани.
- Мукузани – сухо вино. Произвежда се от сорт Саперави. Характеризира се с рубинен цвят, изтънчен, кадифен, хармоничен вкус, с добре изразен сортов аромат и букет. Лозарската микрозона се намира в Кахетия, район Гурджаани, на десния бряг на река Алазани.
- Телиани – сухо вино. Произвежда се от сорт Каберне Совиньон, култивиран в зона Телиани, на територията между десните притоци на река Алазани, Кисисхеви и Вантисхеви, по технология на пълна ферментация. Характеризира се с тъмночервен цвят, чисти сортови аромати и пикантен, хармоничен, развит букет.
- Хванчкара – естествено-полусладко вино. Произвежда се от сортовете Александроули и Муджуретули. Характеризира с тъмночервен цвят, сортов аромат, хармоничен и кадифен вкус, с приятна сладост и плодови оттенъци. Лозарската микрозона се намира в Рача, район Амбролаури.

### Бели вина
- Цинандали – сухо вино. Произвежда се от сортовете Ркацители и Мцване Кахути. Характеризира се със светлосламен цвят, сортов аромат и хармоничен, изтънчен и развит букет. Лозарската микрозона се намира в района Кахетия, на десния бряг на река Алазани.
- Гурджаани – сухо вино. Произвежда се от сорта Ркацители. Характеризира се със светлосламен цвят, хармоничен, завършен и изискан вкус с добре развит букет и специфичен за сорта аромат. Лозарската микрозона се намира в средната част на басейна на река Алазани, Кахетия.
- Вазисубани – сухо вино. Произвежда се от сортовете Ркацители и Мцване Кахути до пълната ферментация на гроздовата мъст. Характеризира се със светлосламен цвят, хармоничен вкус и бодър, развит букет с флорални оттенъци. Лозарската микрозона се намира в средната част на басейна на река Алазани, Кахетия.
- Манави – сухо вино. Произвежда се от сорта Мцване Кахути, допуска до 15% от сорта Ркацители. Характеризира се с цвят, вариращ от светлосламен до сламен със зеленикав оттенък, нежен вкус, хармонични и деликатни плодови оттенъци, разнообразен специфичен аромати и развит букет. Лозарската микрозона се намира на територията на Гаре (външна) Кахетия.
- Карденахи – фортифицирано вино. Произвежда се от сортовете Ркацители, Хихви и Мцване Кахути чрез ферментация на смачканото грозде със сока и добавяне на спирт. Характеризира се с кехлибарен цвят, сортов аромат и хармоничен аромат на мед. Лозарската микрозона се намира на територията на село Карденахи, район Гурджаани, Кахетия.
- Тибаани – сухо вино. Произвежда се от сорта Ркацители по традиционна кахетинска технология до пълната ферментация на мъстта. Характеризира се с тъмнокехлибарен цвят, сортов аромат, добре изразен букет, кадифен вкус със стафидени оттенъци. Лозарската микрозона се намира в Шида-Кахетия, в източната част на Алазанската долина.
- Напареули – сухо вино. Произвежда се от сорт Ркацители. Характеризира се със светлосламен цвят, добре изразен букет и оттенъци на полски цветя. Лозарската микрозона се намира в горната част на река Алазани, на левия бряг.
- Твиши – сухо до полусладко вино. Виното се характеризира със светлосламен до сламен цвят, нежен, деликатен и хармоничен вкус, плодови оттенъци, сортов аромат и приятна сладост. Произвежда се от сорт Цоликоури с непълна ферментация на мъстта. Лозарската микрозона се намира в Лечхуми, район Цагери, на десния бряг на река Риони.
- Атенури – пенливо вино. Произвежда се от сортовете Чинури и Горули Мцване. Препоръчва се и сортът Алиготе. Характеризира се със сламен цвят, хармоничен вкус, плодови тонове и енергичен аромат. Лозарската микрозона се намира в Шида-Картли, в административния район Гори.
- Свири – сухо вино. Произвежда се от сортовете Цолиокури и Цицка. Препоръчва се и сортът Крахуна. Характеризира се с тъмносламен и жълтеникав оттенък, плодови оттенъци, добре изразен плодов букет, изразителност и хармоничност. Лозарската микрозона се намира в Имеретия, на левия бряг на река Квирила.
- Котехи – сухо вино. Произвежда се от сорта Ркацители по технология на пълната ферментация на мъстта. Характеризира се със светлосламен цвят, сортов аромат и приятен вкус. Лозарската микрозона се намира в Кахетия, в средната част на басейна на река Алазани, на десния бряг.
- Кахети– сухо вино. Произвежда се от сортовете Ркацители и Кахури Мцване по технология на пълната ферментация на мъстта. Характеризира се с кехлибарен цвят, плодов аромат, приятен кадифен и хармоничен вкус. Лозарската микрозона се намира в Кахетия, в басейна на реките Алазани и Йори.